# Famille Haus
Pour les articles homonymes, voir Haus.
La famille Haus est la branche belge de la famille (von) Haus, originaire de Bavière, en Allemagne,.

## Origines
En 1817 un membre de la famille (von) Haus quitte Wurtzbourg, en Bavière pour s'installer à Gand, en Belgique ; il est l'ancêtre de la branche belge de la famille (von) Haus avec le patronyme Haus et obtient en 1840 la nationalité belge. Plus tard la branche belge scinde en deux branches ; la branche cadette appartient à partir de 1892 à la noblesse héréditaire belge avec le titre d'écuyer et à partir de 1953 avec le titre de baron (primogéniture masculine).

## Histoire
L'histoire de la famille (von) Haus commence au Moyen Âge ; son histoire médiévale est actuellement encore sujet à des investigations. L'histoire post-médiévale de la famille (von) Haus remonte à 1651 et se déroule d'une part en Allemagne, plus précisément en Bavière, d’où la famille est originaire, d'autre part en Autriche, en Italie, au Liechtenstein et en Belgique. L'histoire post-médiévale de la famille (von) Haus est marquée par le nombre de juristes et de chambellans dans les différents pays, issus de la famille. Des membres de la famille (von) Haus furent les siècles précédents chambellan à la cour du prince-évêque à Wurtzbourg, Bavière, Allemagne, à la cour impériale du Saint-Empire Romain à Vienne, Autriche, à la cour royale du royaume des Deux-Siciles à Naples et à Palerme, Italie, ainsi qu'à la cour princière à Vaduz, principauté de Liechtenstein.
Au cours des siècles le patronyme de la famille (von) Haus a évolué de de Hus à von Haus, Haus, Haus von Hausen et Haus-Seuffert. Des membres de la famille (von) Haus furent pendant la période post-médiévale marquis du royaume des Deux-Siciles (éteint), comte palatin, baron et écuyer du Saint-Empire Romain (éteint), baron de la Principauté de Liechtenstein (éteint), ainsi que baron (primogéniture masculine) et écuyer (héréditaire) du royaume de Belgique.

## Membres notables
- Jean-Valentin Haus (1651-1729) est l'ancêtre de la branche Wurtzbourgeoise de la famille (von) Haus avec le patronyme Haus. Il fut sacristain en chef de la Collégiale de Neumünster à Wurtzbourg.
- Le comte palatin François-Antoine-Melchior Haus (1711-1771) fut bailli du prince-évêque de Wurtzbourg avant de devenir professeur de droit à l'université de Wurtzbourg et chambellan à la cour du prince-évêque. Ce titre de Comte palatin fut un titre purement honorifique sans possession d'un palatinat.
- Le marquis Jacques-Joseph (von) Haus (1748-1833) fut professeur de droit et doyen de la faculté de droit à l'université de Wurtzbourg avant de devenir chambellan à la cour royale du royaume des Deux-Siciles à Naples et à Palerme. Il fut inspecteur général des collections artistiques du royaume des Deux-Siciles ; il dirigea les fouilles d'Agrigente et fut dans ce cadre membre des Académies de Rome et de Naples. Le marquis Jacques-Joseph (von) Haus légua sa collection d'antiquités gréco-romaines à la ville de Palerme[3].
- Le baron Balthazar-Nicolas-Joseph Haus (1753-1838) fut comme son frère, le marquis Jacques-Joseph (von) Haus, chambellan à la cour royale du royaume des Deux-Siciles à Naples et à Palerme. Plus tard, il fut chambellan à la cour impériale du Saint-Empire Romain à Vienne, Autriche. Les armoiries du baron Balthazar-Nicolas-Joseph Haus sont représentées sur un vitrail héraldique dans l'église Saint-Amand à Beernem, Flandre Occidentale, où la famille Haus fut propriétaire du château de Meerberg.
- Jacques-Joseph Haus (1796-1881) est l'ancêtre de la branche belge de la famille (von) Haus avec le patronyme Haus. En 1817, il quitte, comme membre de la famille (von) Haus, la Bavière (Wurtzbourg) pour s'installer en Belgique (Gand). Jacques-Joseph Haus fut à l'occasion de la création de l'université de Gand en 1817, comme juriste, nommé professeur à la faculté de droit et fut pendant quatre périodes recteur de l'université. Il fut membre de L'Académie royale des sciences, des lettres et des beaux-arts de Belgique et est considéré comme l'auteur du premier Code Pénal Belge (1867). Jacques-Joseph Haus obtint en 1840 la nationalité belge et en 1870 la grande naturalisation[4].
- Le baron Karl Haus von Hausen (1823-1889) fut chambellan à la cour princière à Vaduz, Principauté de Liechtenstein et administrateur de la principauté au nom du prince Jean II. Il fut en 1861 le fondateur du Liechtensteinische Landesbank (LLB).
- L’écuyer Charles Haus (1824-1905) est l'ancêtre de la branche cadette belge de la famille (von) Haus avec le patronyme Haus. Juriste , il fut greffier en chef de la Cour d'appel de Gand. En 1892, Charles Haus obtint concession de noblesse héréditaire avec le titre d'écuyer.
- Le baron Fernand-Jacques Haus (1880-1964) est l'ancêtre de la branche cadette belge de la famille (von) Haus avec le patronyme Haus, appartenant à la noblesse héréditaire belge avec le titre de baron (primogéniture masculine). Il fut premier président émérite à la Cour d’appel de Gand.
- Le lieutenant-colonel Auguste Haus (1892-1948) est un membre de la branche aînée belge de la famille (von) Haus. Il fut pendant la Seconde Guerre mondiale commandant de la zone III de l’Armée Secrète (la Flandre Occidentale et la Flandre Orientale)[5].

## Galerie

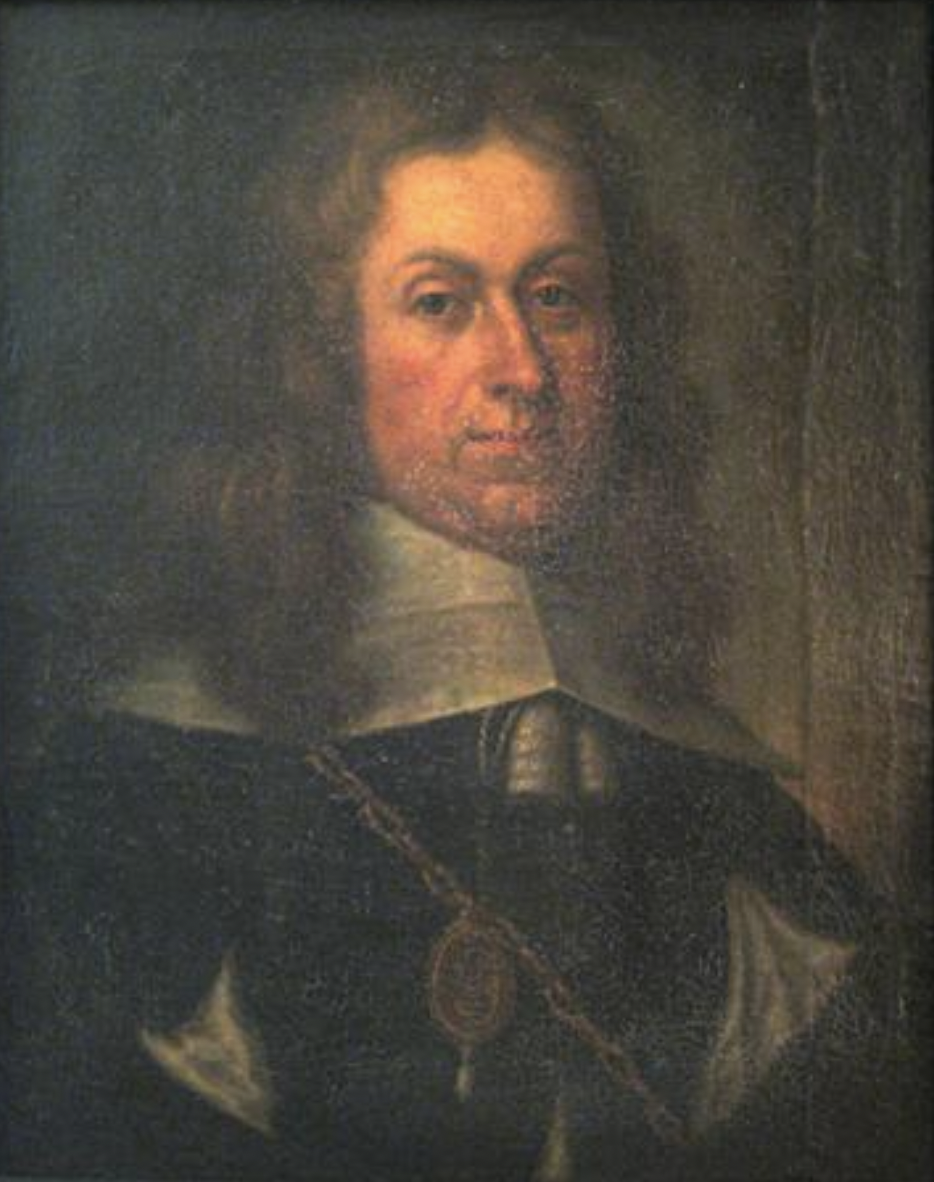
Jean-Valentin Haus (1651-1729).
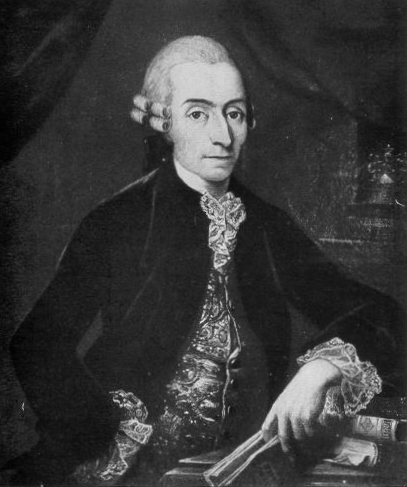
Comte Palatin François - Antoine Haus (1711-1771).
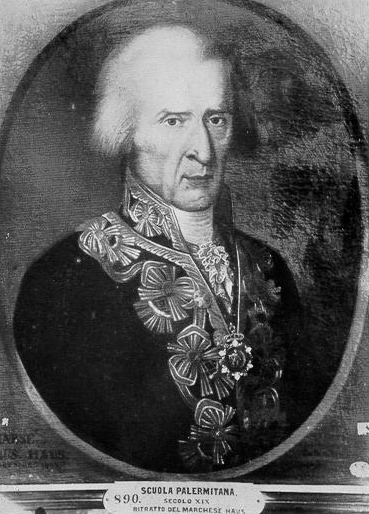
Marquis Jacques-Joseph (von) Haus (1748-1833).
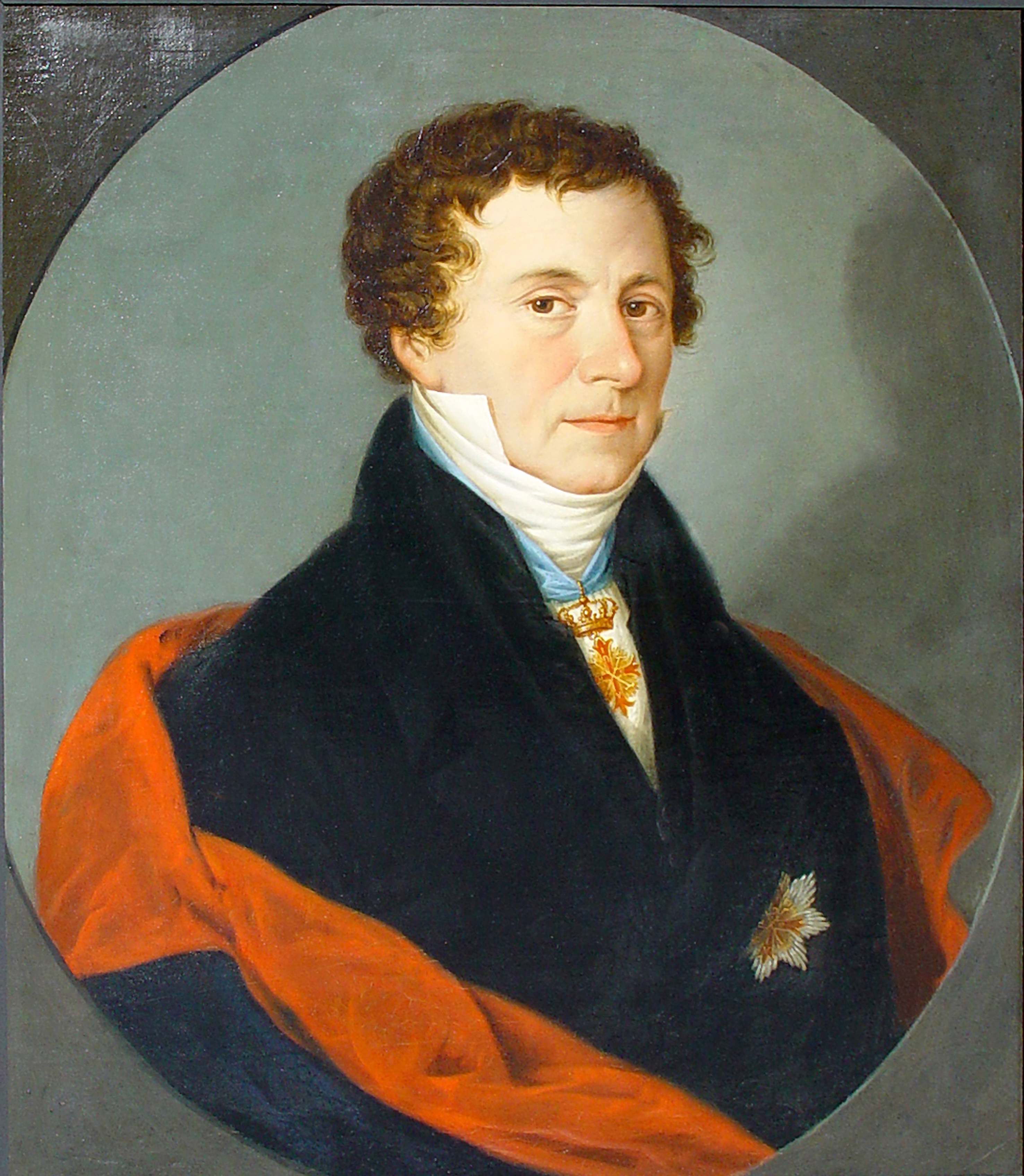
Baron Balthazar-Nicolas Haus (1753-1838).
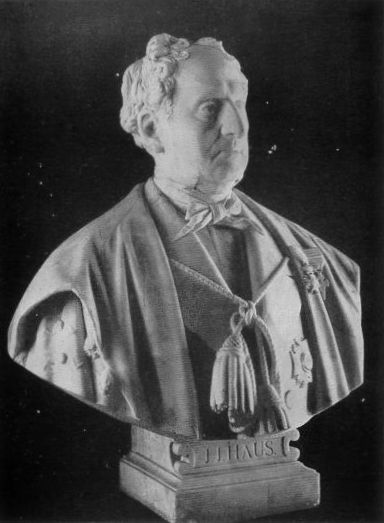
Jacques-Joseph Haus (1796-1881).
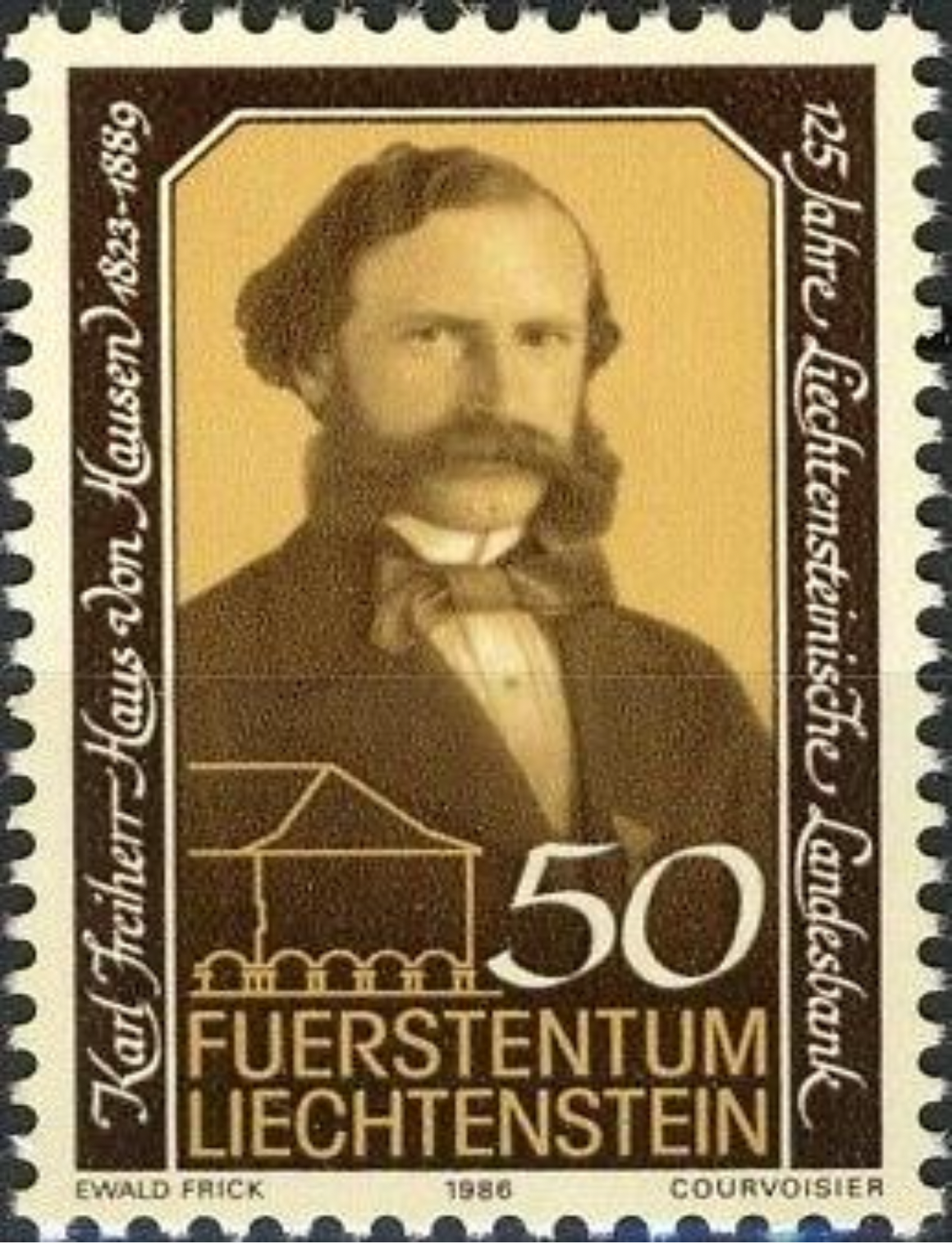
Timbre avec le Baron Karl Haus von Hausen (1823-1889) Principauté de Liechtenstein 1986.
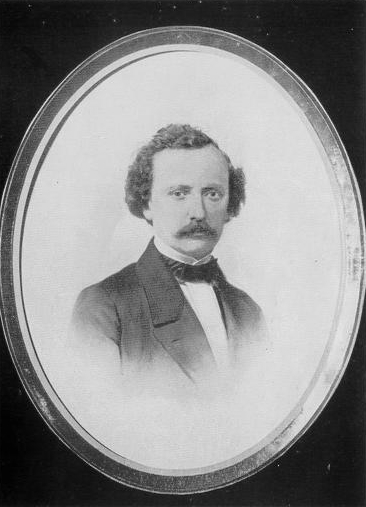
Ecuyer Charles Haus (1824-1905).
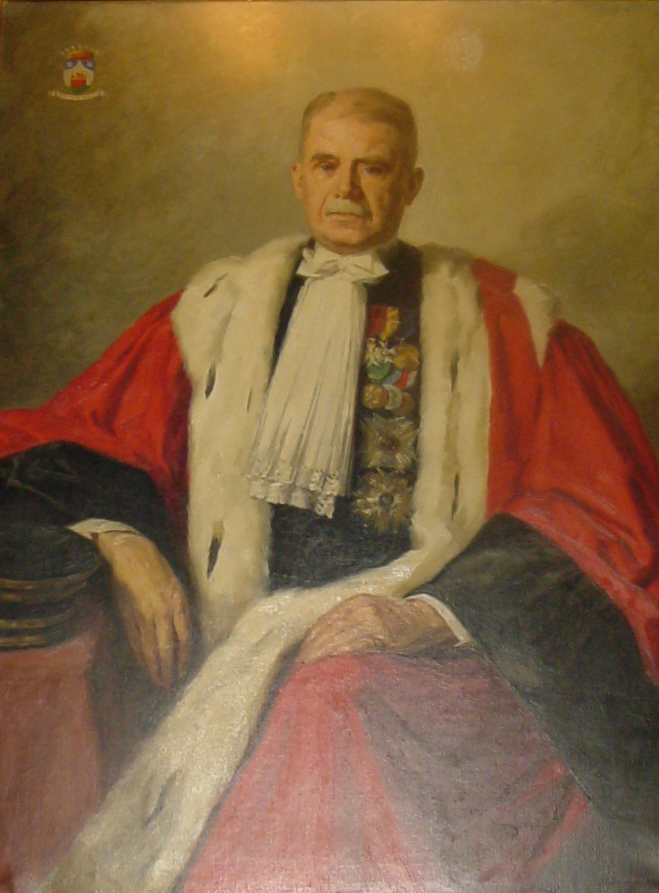
Baron Fernand-Jacques Haus (1880-1964).
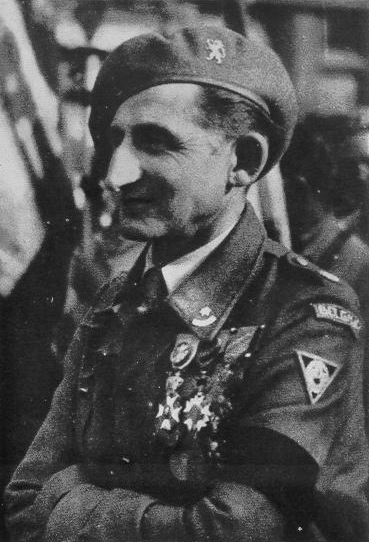
Lt.-Colonel Auguste Haus (1892-1948).
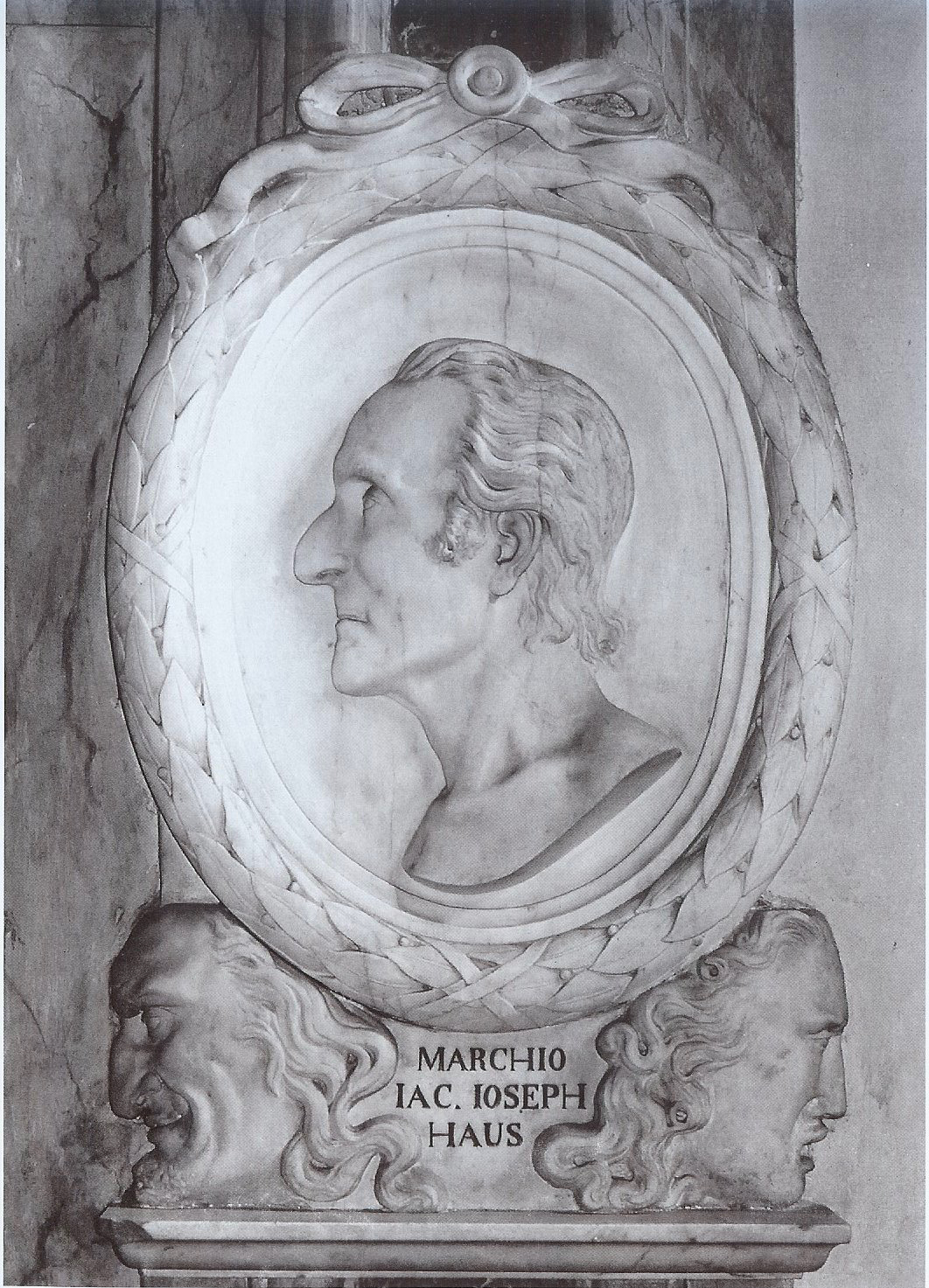
Tombe Marquis Jacques-Joseph (von) Haus (1748-1833) Palerme, Italie.
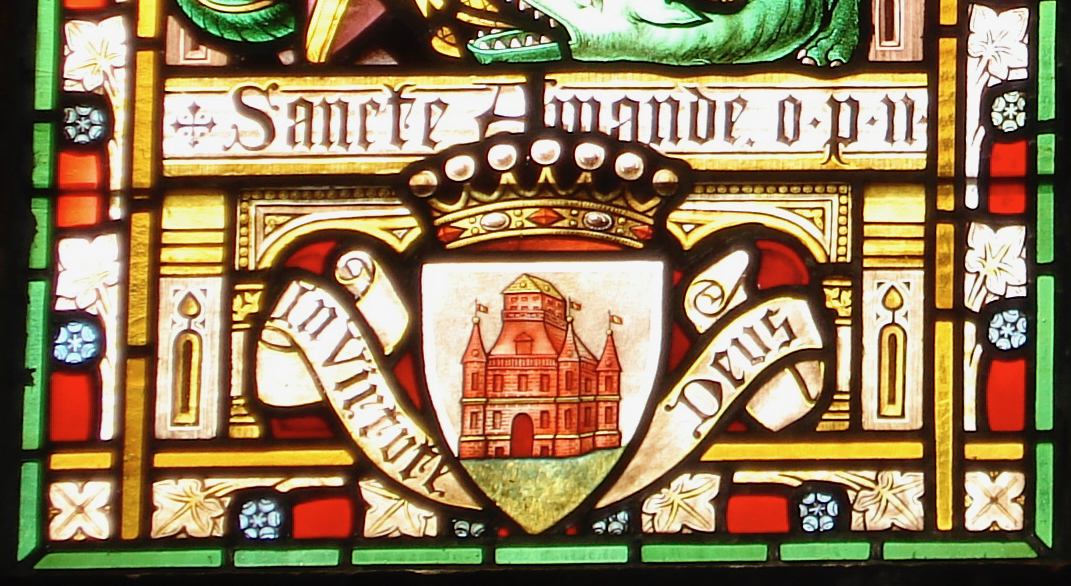
Vitrail héraldique Baron Balthazar-Nicolas Haus (1753-1838) Église Saint-Amand, Beernem.
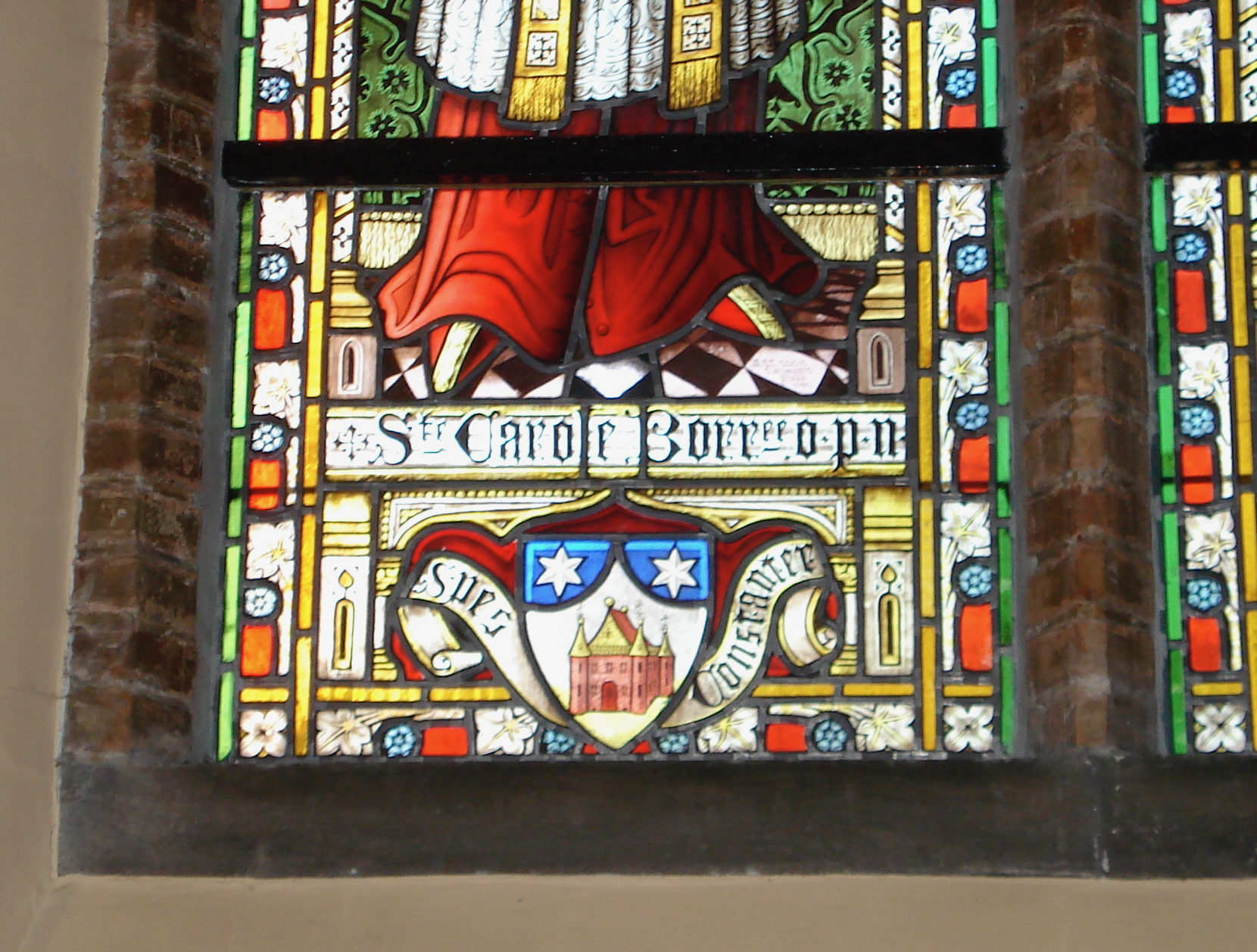
Vitrail héraldique Ecuyer Charles Haus (1824-1905) Église Saint-Amand, Beernem.
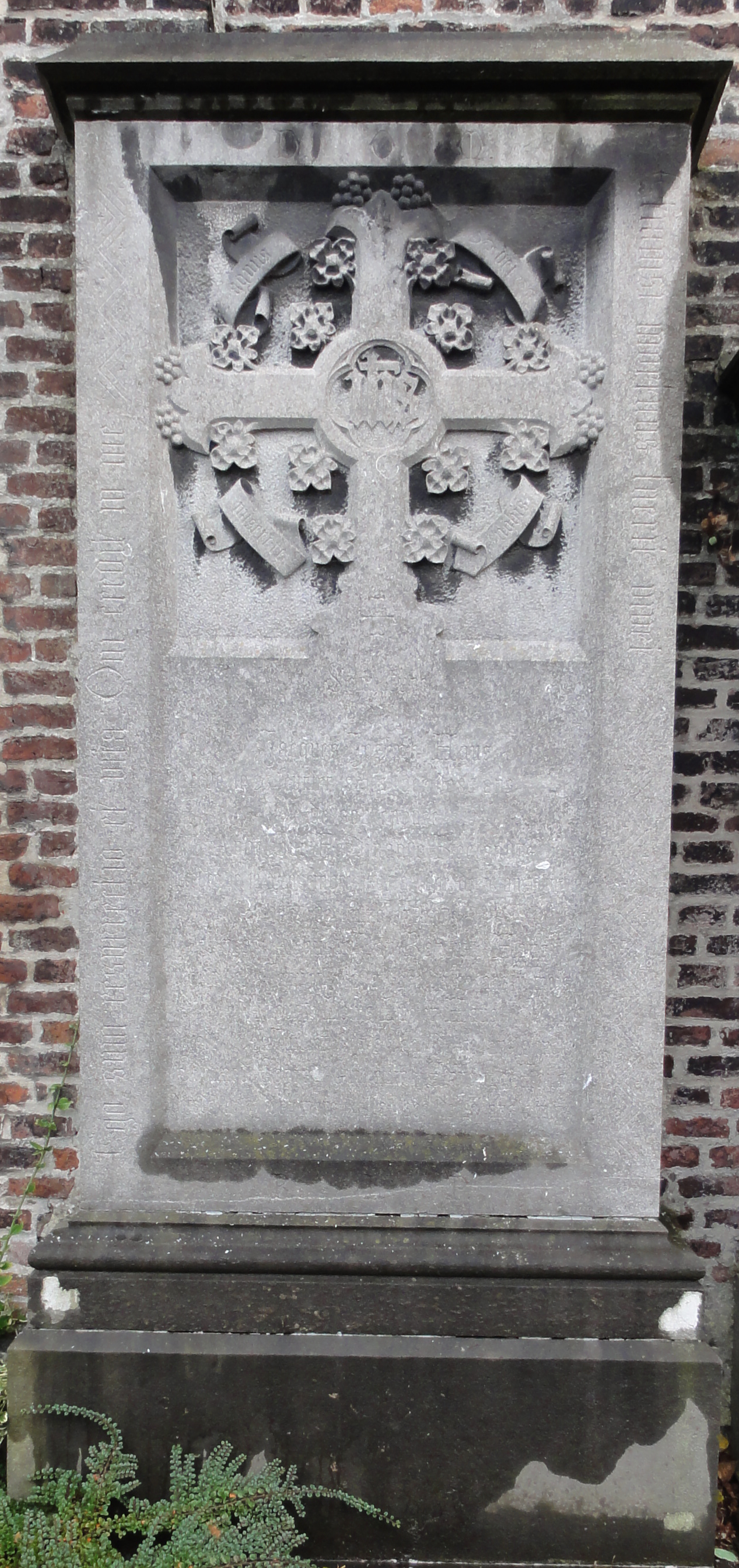
Tombe Jacques-Joseph Haus (1796-1881) Campo Santo, Gand.
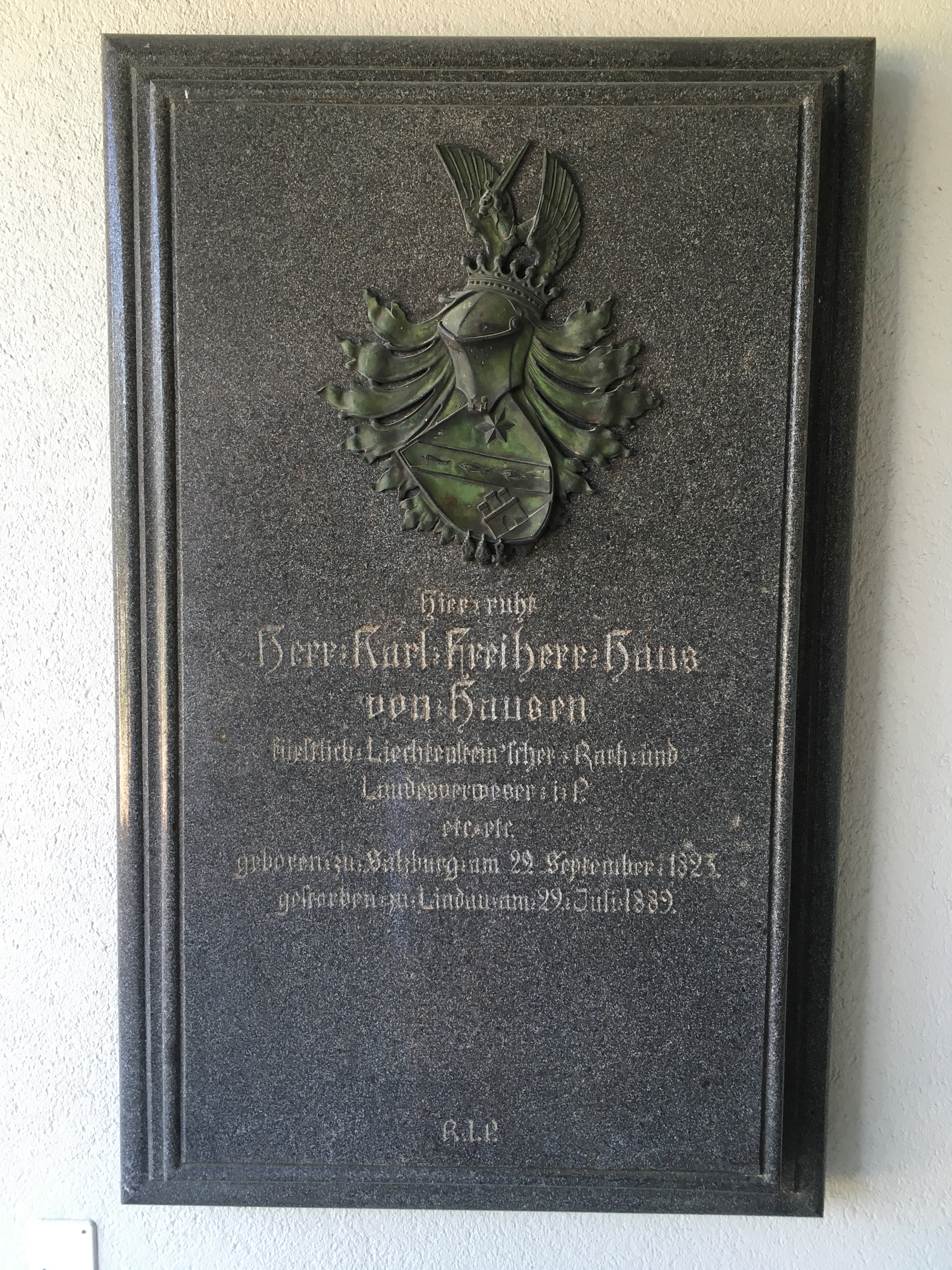
Tombe Baron Karl Haus von Hausen (1823-1889) Vaduz, Liechtenstein.
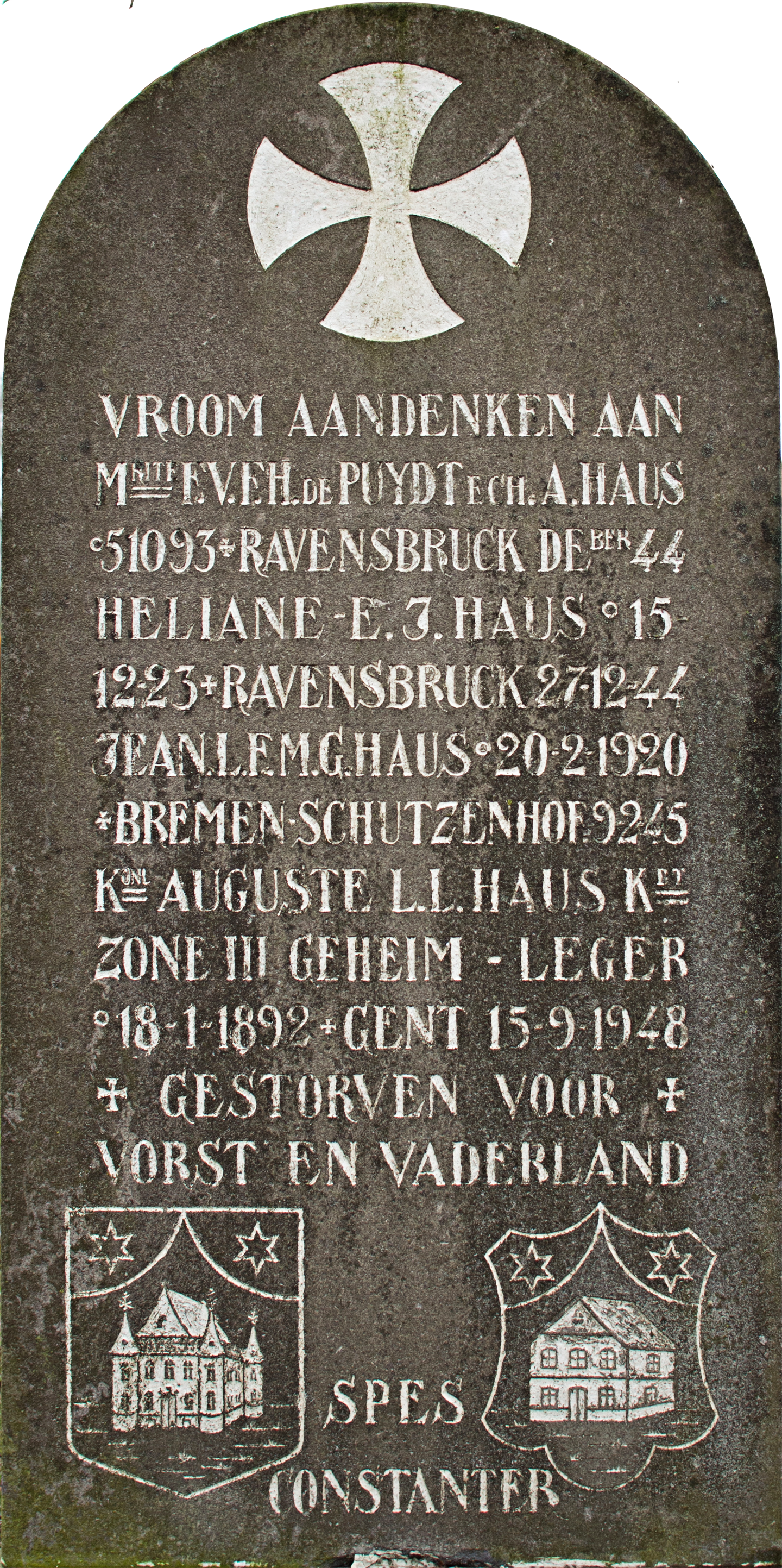
Plaque commémorative Membres de la famille Haus victimes de la Seconde Guerre mondiale, Aalter, domaine Vijfringengoed, propriété de la famille Haus.
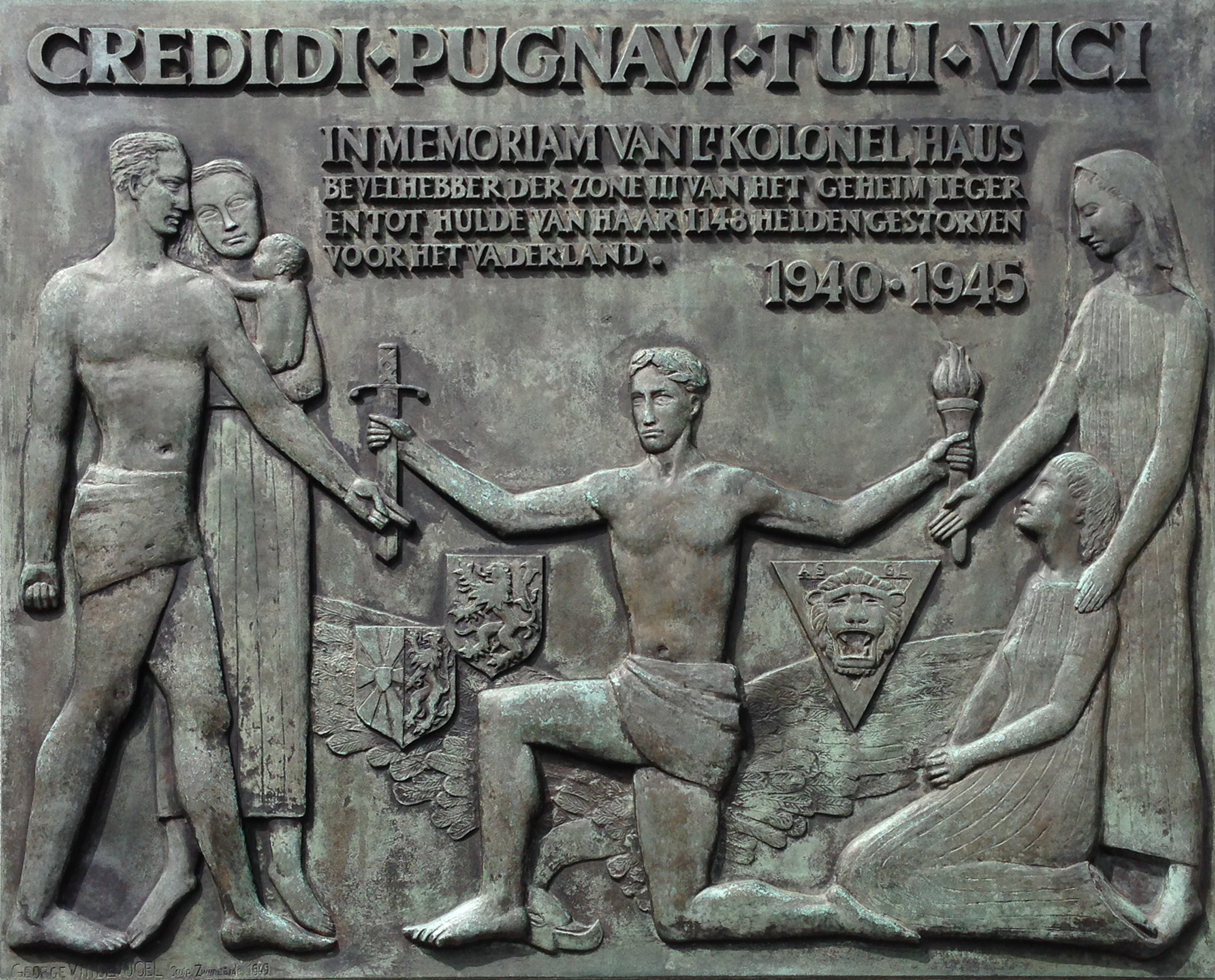
Plaque commémorative Lieutenant-Colonel Auguste-Louis Haus (1892-1948), Gand.
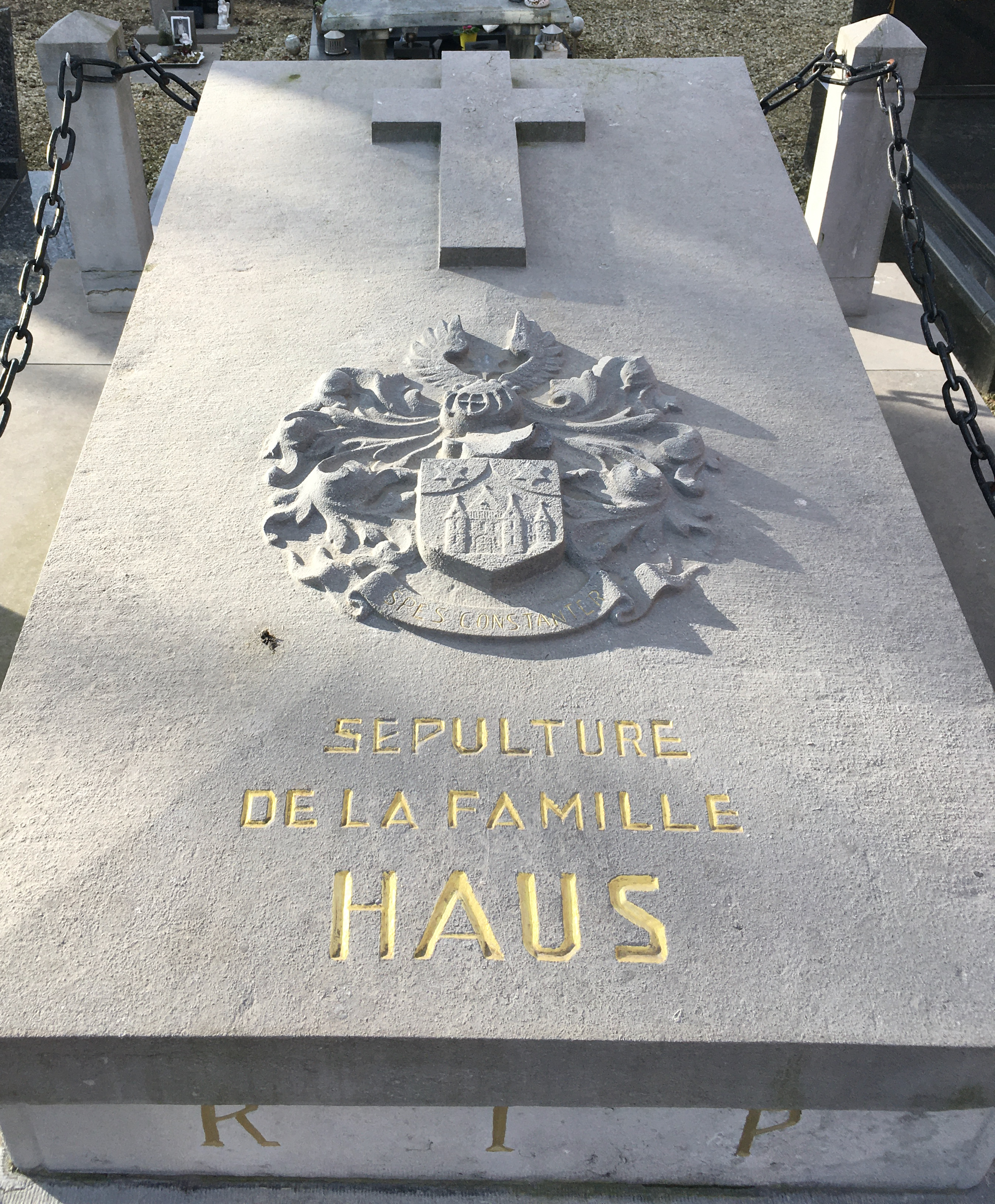
Tombe de la famille Haus à Petit-Sinay, où la famille Haus possédait le château Ter Eiken.
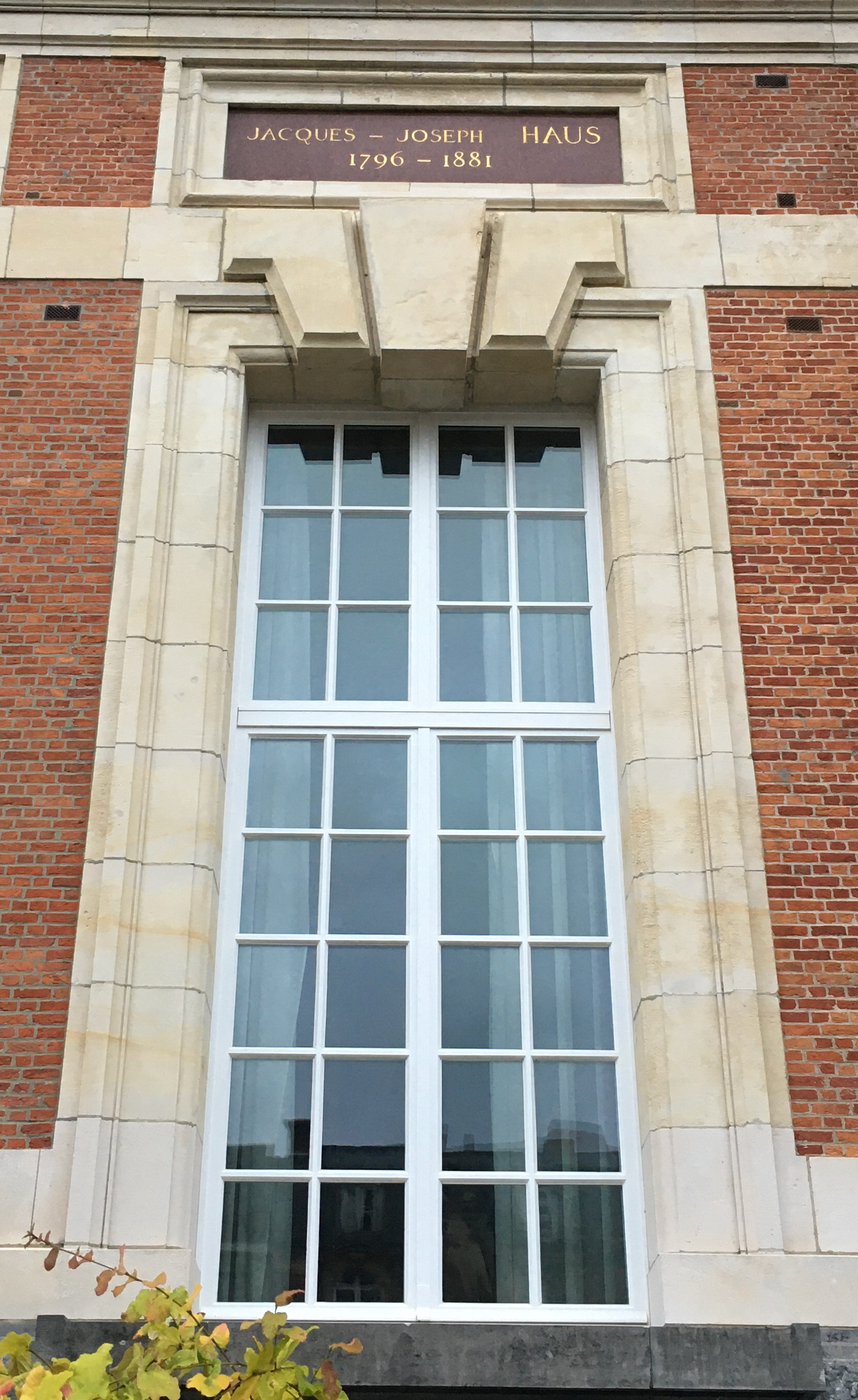
Mention de Jacques-Joseph Haus sur le Palais de justice de Louvain.